# Francisco Javier Ugarte Pagés
Francisco Javier Ugarte y Pagés (Barcelona, 24 de febrer de 1852 - Madrid, 27 de juny de 1919) va ser un advocat i polític espanyol. Va ser ministre de Governació durant la regència de Maria Cristina d'Habsburg-Lorena i ministre de Gracia i Justícia i ministre de Foment durant el regnat d'Alfons XIII.

## Biografia
Era advocat del cos militar, del qual en fou auditor. Membre del Partit Conservador va ser escollit diputat pel districte d'O Carballiño (Ourense) a les eleccions generals espanyoles de 1891, escó que tornarà a obtenir a les eleccions generals espanyoles de 1896, 1898, 1899, 1901 i 1903. El 1903 renunciarà a l'escó de diputat per ocupar una plaça en el Senat com a senador vitalici.
Va ser ministre de Governació entre el 23 d'octubre de 1900 i el 6 de març de 1901 en un govern presidit per Azcárraga amb el qual també seria ministre de Gracia i Justícia entre el 16 de desembre de 1904 i el 23 de juny de 1905. Entre el 8 i el 24 d'agost de 1909, com a fiscal del Tribunal Suprem d'Espanya, després dels fets de la Setmana Tràgica, es va traslladar a Barcelona per recollir informació dels fets i va redactar una memòria de l'any judicial dedicada exclusivament als fets.
També seria ministre de Foment entre el 27 d'octubre de 1913 i el 25 d'octubre de 1915 en un gabinet presidit per Eduardo Dato e Iradier.